# Christopher Ray
Christopher Ray né le 30 juin 1977 à Florida, Missouri, est un producteur et réalisateur américain.

## Filmographie
- 2010 : Mega Shark vs. Crocosaurus
- 2011 : Almighty Thor
- 2012 : L'Attaque du requin à deux têtes
- 2013 : Shark Week
- 2014 : Mercenaries
- 2014 : Alerte astéroïde
- 2015 : Mega Shark contre Kolossus
- 2015 : L'Attaque du requin à trois têtes
- 2017 : L'Attaque du requin à cinq têtes
- 2017 : Circus Kane